# Delano (Californie)
Pour les articles homonymes, voir Delano.
Delano est une ville du comté de Kern en Californie. Sa population était de 38 824 habitants au recensement de 2000. La ville est connue pour être le centre d'une région productrice de vin de table. 
Elle abrite aussi l'un des deux émetteurs américains de Voice of America et deux prisons de l'État de Californie.  
La ville a été fondée en 1873 comme une ville de chemin de fer. La Southern Pacific Railroad la nomme en l'honneur de  Columbus Delano, alors Secrétaire à l'Intérieur des États-Unis. La ville et la région ont connu une grève très dure des travailleurs des vignes en 1965 connue sous le nom de Delano grape strike (en)

## Démographie
| 1920 | 1930  | 1940  | 1950  | 1960   | 1970   |
| ---- | ----- | ----- | ----- | ------ | ------ |
| 805  | 2 632 | 4 573 | 8 717 | 11 913 | 14 559 |

| 1980   | 1990   | 2000   | 2010   | - | - |
| ------ | ------ | ------ | ------ | - | - |
| 16 491 | 22 762 | 38 824 | 53 041 | - | - |

## Jumelages
- Arida (Japon)
- Asti (Italie)
- Kalibo (Philippines)
- Jacona (Mexique)

## Source
- (en) Cet article est partiellement ou en totalité issu de l’article de Wikipédia en anglais intitulé « Delano, California » (voir la liste des auteurs).